# تروي تايلور (لاعب كرة قدم أمريكية)
تروي تايلور (بالإنجليزية: Troy Taylor)‏ هو لاعب كرة قدم أمريكية أمريكي، ولد في 5 أبريل 1968 في داوني في الولايات المتحدة.